# Francis Jammes
Francis Jammes (Tournay, 2 dicembre 1868 – Hasparren, 1º novembre 1938) è stato un poeta francese.

## Biografia
Studiò nel liceo di Pau e poi a Bordeaux. Nel 1886, dopo la bocciatura all'esame di maturità, scoprì l'opera poetica di Charles Baudelaire e, sotto quell'ispirazione, compose 89 poesie. Nel 1889 s'impiegò come praticante di un notaio di Orthez ma trovò il tempo di spedire a riviste letterarie le sue prove poetiche, notate da Stéphane Mallarmé e André Gide. Dal 1895 si dedicò esclusivamente alla poesia.
Dal 1898 al 1900 scrisse De l'Angélus de l'aube à l'Angélus du soir, poi Le Deuil des Primevères; si legò d'amicizia con Paul Claudel nel 1901. A 35 anni, visse una triste storia d'amore che gli ispirò un'ammirevole raccolta di versi, Clairière dans le Ciel. Nel 1907 sposò Geneviève Goedorp, una sua fervente ammiratrice. Da lei ebbe sei figli. Nel 1912 vennero pubblicate le sue Géorgiques chrétiennes.
Esponente di spicco del simbolismo minore, la sua poesia è fatta di serena contemplazione delle cose e della natura. È definito dalla critica come il cantore dei sentimenti semplici e quotidiani. Significativa è la poesia "Preghiera per sposare una donna semplice", in cui viene descritto un sentimento reale e durevole; la donna presentata è ben diversa dalla donna dannunziana.
Nel 1917 gli fu conferito il Gran premio di letteratura dell'Accademia francese, per l'insieme della sua opera letteraria.
"Prière", una sua poesia tratta da De l'Angelus de l'aube ... fu musicata e cantata da Georges Brassens.

## Opere
- Francis Jammes, Quattordici preghiere. La chiesa vestita di foglie, Raffaelli Editore, Rimini, 2017, traduzione di Roberto Gabellini
- Francis Jammes, Clairières dans le ciel, rueBallu edizioni, Palermo, 2009, traduzione di Maria Luisa Spaziani.
- Francis Jammes, Il crocifisso del poeta, Edizioni Medusa, Milano, 2012, traduzione di Matteo Veronesi
- Graziella Del Treppo, L'Angélus di Francis Jammes. Un profilo critico, letterario, spirituale, Lampi di Stampa, Milano, 2010